# Oh Teacher
Oh Teacher è un film del 1927 diretto da Walt Disney. È un cortometraggio animato, il secondo con protagonista Oswald il coniglio fortunato. Fu distribuito dalla Universal Pictures il 19 settembre 1927. Fu poi riedito il 1º febbraio 1932 dalla Walter Lantz Productions, con effetti sonori e musiche di James Dietrich, e questa è l'unica versione disponibile ai nostri giorni.

## Trama
Oswald va a prendere la sua fidanzata Fanny in bicicletta e i due si avviano insieme verso la scuola. Per strada si imbattono però in un gatto (il bulletto della scuola) che ha perso lo scuolabus. Il gatto ruba la bicicletta a Oswald, ma va a sbattere contro un albero e fa cadere Fanny in un lago. Subito dopo la salva, e lei va volentieri a scuola con lui a piedi, mentre Oswald rimane impotente. Durante la ricreazione, però, Oswald e il gatto si affrontano, e il gatto finisce per venire colpito da un mattone che lui stesso aveva lanciato in aria. Così Fanny si innamora nuovamente di Oswald e i due tornano insieme.

## Edizioni home video

### DVD
Il cortometraggio è incluso nel DVD Walt Disney Treasures: Le avventure di Oswald il coniglio fortunato. Per l'occasione al film è stata assegnata una nuova colonna sonora scritta da Robert Israel. Inoltre è possibile guardare il cortometraggio con il commento audio di Mark Kausler.